# Arctic Sunrise
Arctic Sunrise (рус. Арктический рассвет) — ледокол, купленный и переоборудованный в 1996 году экологической организацией Гринпис. Судно было построено в 1975 году и получило название Polarbjørn (рус. Белый медведь). Первоначально использовалось для охоты на тюленей.

## Акции с участием судна
В декабре 2005 года Arctic Sunrise принял участие в борьбе Гринпис против японских китобоев. Ледокол Гринпис преследовал японские китобойные суда с целью помешать им вести промысел. В результате столкновения с японским плавучим рыбозаводом «Ниссин Мару» Arctic Sunrise получил серьёзные повреждения носа корабля.
В июне 2006 году Arctic Sunrise запретили присутствовать на 57-й Международной комиссии по промыслу китов (МКК) в Сент-Китс. Правительство Сент-Китс и Невис сослалось в запрете на национальную безопасность. Во время работы этой комиссии были обсуждены акции Гринписа против японского китобойного промысла в Южном океане в декабре 2005 года и в январе 2006 года, в ходе которых произошли столкновения между японскими китобойными судами и кораблями Гринпис, что спровоцировало созыв МКК.
В июле-августе 2012 года Гринпис с участием судна организовала акцию «Спасем Арктику», направленную на запрет разработки ресурсов арктического шельфа в районе расположения нефтяной платформы «Приразломная». 24 августа 6 активистов с судна поднялись по канатам на один из бортов Приразломной и установили плакаты «Спасите Арктику» и «Свободу Баренцеву морю».
В 2013 году администрация Северного морского пути трижды отказалась выдать пропуск ледоколу «Arctic Sunrise» для прохода в зону геологоразведочных работ компании «Роснефть», которая занимается поиском нефти в Арктике. Дважды отказ мотивировали неясностью ледового класса судна, последний раз — «информация о ледовом подкреплении судна недостаточна». По данным Гринпис, Arctic Sunrise имеет класс (1А1) выше, чем у любого разведывательного судна Роснефти, работающего в Карском море. Несмотря на это, в конце августа 2013 года ледокол Гринпис всё равно вошёл в Карское море, однако под угрозой применения силы и открытия огня со стороны русской береговой охраны, которая заявила о том, что ледокол Arctic Sunrise незаконно вошёл в Карское море, вскоре покинул его. Министр иностранных дел Нидерландов отметил, что «право Гринпис на мирную демонстрацию протеста неоспоримо».

### Дело Arctic Sunrise
В сентябре 2013 года Arctic Sunrise принял участие в акции протеста Гринпис около нефтяной платформы Газпрома «Приразломная», в ходе которой с корабля были спущены пять лодок с активистами Гринпис для укрепления на буровой платформе (?). В это время сам ледокол стоял неподалёку и вёл переговоры с береговой охраной РФ, которая задержала одну из спущенных лодок. При задержании лодки и активистов на ней, береговая охрана сделала предупредительные выстрелы. Береговая охрана потребовала, чтобы судно покинуло территорию рядом с буровой платформой и открыла предупредительный артиллерийский огонь в направлении Arctic Sunrise, угрожая открыть огонь на поражение в случае невыполнения требований. 19 сентября на судно высадился спецназ, захватил корабль и силой направил в порт Мурманска. 24 сентября судно прибыло в Мурманск, где весь экипаж был помещен в СИЗО № 1 в Мурманске и СИЗО № 2 в Апатитах. 26 сентября членов экипажа Арктик Санрайз арестовали.
После подписания закона об амнистии к 20-летию Конституции РФ все члены команды судна «Арктик Санрайз» получили от СКР постановления о прекращении уголовного дела по амнистии. К 29 декабря 2013 года все иностранные члены экипажа «Арктик Санрайз» покинули Россию.
В январе 2014 года Россия начала возвращать «Гринпис» залоговые суммы, внесённые за активистов, в то же время ледокол «Арктик Санрайз» продолжал находиться в порту Мурманска пока 6 июня Следственный комитет России не сообщил, что снимает арест с судна: 27 июня экипаж «Гринпис» был допущен на корабль. В то же время значительная часть электронного оборудования, изъятого с корабля, владельцам не была возвращена. 9 августа ледокол вернулся в Амстердам.
В октябре 2014 года Следственный комитет прекратил дело в связи с амнистией.

### Акция против Rowan Renaissance
15 ноября 2014 года Arctic Sunrise доставил группу активистов Гринпис на шельф островов Фуэртевентура и Лансароте, для участия в протесте против разведки нефти. Работы по освоению нефтяных месторождений в водах Канарских островов ведёт корпорация Repsol с помощью бурового судна Rowan Renaissance. Охрану бурового судна обеспечивает ВМС Испании. Несмотря на требования военных покинуть акваторию, активисты на надувных лодках направились к буровому судну, и были остановлены лодками военных с помощью тарана. Два активиста получили травмы, лодки повреждены. Одна активистка, 23-летняя итальянка, упала в воду. Она была доставлена в больницу военными на вертолёте.. На 18 ноября ледокол помещен под арест в Испании в порту Арресифе по решению суда. Генеральное управление торгового флота Испании расследует дело в отношении капитана Джоэла Стюарта за «нарушение управления движением судов».